# Hrabstwo Scott (Wirginia)

Piramida wieku hrabstwa

Hrabstwo Scott – hrabstwo w USA, w stanie Wirginia, według spisu z 2000 roku liczba ludności wynosiła 23 403. Siedzibą hrabstwa jest Gate City.

## Geografia
Według spisu hrabstwo zajmuje powierzchnię 1395 km², z czego 1390 km² stanowią lądy, a 5 km² – wody.

### Miasta
- Clinchport
- Duffield
- Dungannon
- Gate City
- Nickelsville
- Weber City

### Sąsiednie hrabstwa
- Hrabstwo Washington
- Hrabstwo Sullivan (Tennessee)